# Thyreus histrionicus
Thyreus histrionicus là một loài Hymenoptera trong họ Apidae. Loài này được Illiger mô tả khoa học năm 1806.